# Sun Chunlan
Sun Chunlan (孙春兰S, Sūn ChūnlánP; Contea di Raoyang, 24 maggio 1950) è una politica cinese.
È membro del Ufficio politico del Partito Comunista Cinese e dal marzo 2018 Vice-primo ministro del Consiglio di Stato della Repubblica Popolare Cinese. Dal 2009 al 2014 ha ricoperto due incarichi regionali, prima come segretario del Partito Comunista della provincia del Fujian e poi segretario del partito di Tientsin. Tra il 2014 e il 2017, è stata a capo del Dipartimento del Fronte Unito del Comitato centrale del Partito Comunista Cinese.

## Biografia
Sun è nata nel maggio 1950 nella contea di Raoyang, nell'Hebei. Dopo la laurea in meccanica presso l'Anshan Industrial Technology Academy di Liaoning, ha lavorato presso la Anshan Clock Factory, che produce orologi. Lì dalle mansioni in officina, è diventata membro del ramo PCC della fabbrica, che gestiva le operazioni dell'azienda. Si è unita al Partito Comunista Cinese nel maggio 1973, durante le ultime fasi della Rivoluzione Culturale. È stata quindi trasferita alla Anshan Textiles Factory per lavorare come manager. Nel 1988 è diventata presidente della federazione femminile di Anshan.
Nel 1990 Sun è stata trasferita a lavorare negli organi sotto la diretta supervisione della dirigenza provinciale del partito, aprendo la strada a un ulteriore avanzamento di carriera. Nel 1994 diventa Capo della Federazione sindacale provinciale, un anno dopo inizia a far parte del Comitato Permanente del Partito provinciale di Liaoning. Nel 1997, Sun è stata nominata vice capo del partito del Liaoning e presidente della scuola provinciale del partito. Nel 2001 è il capo del partito di Dalian; in seguito ha lasciato la città per diventare governatore del Liaoning. Sun è stata confermata come capo del partito di Dalian con i membri del comitato del partito che hanno confermato all'unanimità la sua nomina. Ha ricoperto la carica dal 2001 al 2005, prima di essere trasferita a Pechino. Sun è stata nominata vicepresidente della All-China Federation of Trade Unions alla terza sessione del 14° comitato esecutivo dell'ACFTU, e poi primo segretario del segretariato dell'ACFTU all'ottava sessione del 14° Presidium dell'ACFTU nel dicembre 2005.